# 5 de Oro
El 5 de Oro es un juego de apuestas de Uruguay organizado por la Banca de Quinielas de Montevideo.
Comienza a las 22:00 horas los días miércoles y domingo. En vivo.
El juego consiste de 2 partes: el Pozo de Oro y el Pozo Revancha. El valor de un ticket es de $U 40 (sin revancha). Se pueden añadir otros $U 20, lo que hace un total de $U 60, para participar del Pozo Revancha. Cuenta con dos bolilleros, uno para los Pozos de Oro y de Plata, y otro para el Revancha. Cuando los pozos no tienen ganadores, se acumulan para el siguiente sorteo. Estos pozos se denominan vacantes.
El juego se transmite en directo por televisión. Durante más de 26 años fue presentado por el conductor Homero Rodríguez Tabeira.
Desde el 4 de diciembre de 2016 el nuevo conductor del 5 de Oro es el locutor José Salgueiro.

## Pozo de Oro y Plata
El jugador elige 5 números entre el 01 y el 48. El Pozo de Oro es ganado si se aciertan cada uno de los 5 números que salieron. Sin embargo, hay una sexta bolilla cantada, denominada Bolilla Extra. Si el jugador no acierta los 5 números del Pozo de Oro, pero sí lo hace con 4 de esos más la bolilla extra, el jugador es acreditor del Pozo de Plata. Existen otros montos fijos a obtener, en caso de acertar 4, 3 o 2 bolillas, incluyendo o no la bolilla extra.
El Pozo de Plata tiene más posibilidades de salir, y por lo general cada día es ganado por alguien. Por esta causa, siempre el Pozo de Plata es el que menos dinero da.
A fines del año 2006 el Pozo de Oro tuvo un bote histórico de 1,5 millones de dólares, en los que más de 1,2 millones de cupones estuvieron en juego. El favorecido fue tan solo una persona, la cual obtuvo el pozo completo.
El sorteo del 10 de noviembre del 2010 marcó un nuevo récord. El Pozo de Oro tuvo la cifra más abultada desde la creación del juego. Hubo más de 2 millones de cupones jugados pero fue una sola apuesta, realizada en el quiosco "Casa Alba", en Villa Dolores que con los números 08 - 21 - 33 -  39 - 40 acertó el premio millonario; el premio fue de $U 59.716.161, casi 3 millones de dólares.
La probabilidad matemática de acertar el Pozo de Oro es de 1 en 1.712.304

## Pozo Revancha
Existen otro bolillero para este pozo. Se participa en él con los mismos números con los cuales se participó en el pozo original, siempre y cuando la persona haya pagado $U 60 en el total de su apuesta para tener derecho a participar de éste. 
En este pozo solo se participa por el total, por lo cual hay que acertar las 5 bolillas para llevarse el pozo.

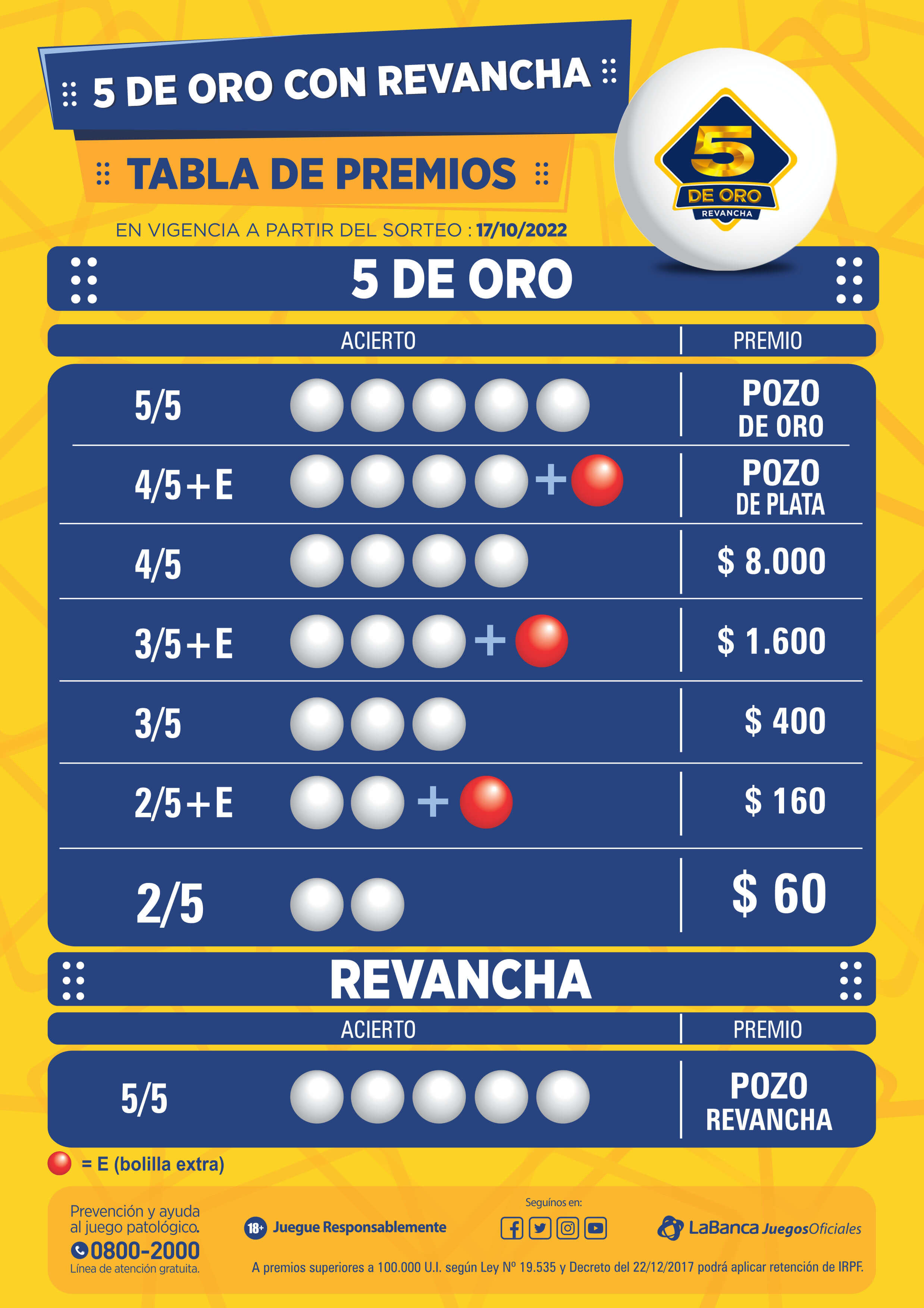
Premios del 5 de Oro

## Otros juegos de Uruguay
En Uruguay también se puede jugar a la Quiniela, La Tómbola y las 'Raspaditas', todos estos juegos son de azar al igual que el 5 de Oro.
También se pueden realizar apuestas deportivas en línea con el juego Supermatch, las cuales dependen del criterio del apostador y de sus conocimientos para evaluar cada partido.